# Одержимость (фильм, 2004)
«Одержи́мость» (англ. Wicker Park) — художественный фильм режиссёра Пола Макгигана. В главных ролях Джош Хартнетт, Диана Крюгер и Роуз Бирн. Премьера фильма состоялась 4 июля 2004 года. Ремейк фильма «Квартира» 1996 года с Венсаном Касселем и Моникой Беллуччи.

## Сюжет
Мэтью и Лиза встречаются уже три месяца и, кажется, вполне счастливы. Однажды Мэтью предлагают поехать работать в Нью-Йорк, и он хочет, чтобы Лиза поехала вместе с ним. Но Лиза торопится на репетицию и обещает Мэтью, что они встретятся завтра и всё решат. Но её нет ни завтра, ни послезавтра. Мэтью узнаёт, что она уехала в Европу на гастроли своей танцевальной группы. Мэтью ошеломлён таким поступком своей любимой, он считает, что она попросту его бросила. Он каждый день ждёт её на их обычном месте свиданий, но безрезультатно.
Через 2 года Мэтью приезжает из Нью-Йорка со своей невестой Ребеккой. Но он всё ещё не забыл Лизу, он по-прежнему одержим страстью к ней. Накануне важной деловой поездки он замечает в ресторане девушку, которая удивительно похожа на Лизу. Девушка обронила карточку из гостиницы, и Мэтью, вместо того чтобы лететь по работе в Китай, обманывает свою невесту и едет из аэропорта в гостиницу. В номере он находит пудреницу — такую же, какая была у Лизы. Теперь он точно уверен, что она где-то здесь. Он следит за её бывшим парнем, который приводит его на квартиру к Лизе. Мэтью ждёт, когда придёт Лиза. Но приходит совсем другая девушка. У неё такая же одежда, как у Лизы, даже туфли те же. И зовут её Лиза. Она убеждает его, что она и есть Лиза и что это её он видел в ресторане. Мэтью изумлён, это сходство пугает и одновременно возбуждает его. Они проводят ночь вместе, а утром она уходит. Мэтью рассказывает всё своему другу Люку, который влюблён в девушку по имени Алекс; он хочет познакомить её с Мэтью.
Но Мэтью неотступно преследует мысль, что что-то в этой квартире и этой новой «Лизе» не так. Он снова возвращается туда и видит, что там никто не живёт: в шкафах нет вещей, а холодильник пустой. Лишь туфли, валяющиеся у кровати, туфли, которые Лизе подарил Мэтью, являются главным аргументом того, что эта девушка — Лиза. Мэтью специально покупает точно такие же и просит «Лизу» примерить их. Но туфли ей велики. Тогда Мэтью окончательно убеждается, что всё это ложь.
В это же время настоящая Лиза тоже ищет Мэтью. Но они никак не могут встретиться, на их пути постоянно возникают случайные и не совсем случайные препятствия, которые мешают им соединиться. Они и не предполагают, что всё это — виртуозная интрига, которую плетёт подруга Лизы, та самая Алекс, с которой встречается друг Мэтью. Оказывается, она была влюблена в Мэтью ещё до его встречи с Лизой, а когда они уже встречались, следила за ними из окон своей квартиры. В тот день, когда Мэтью предлагает Лизе отправиться с ним в Нью-Йорк, Лиза узнаёт, что ей срочно нужно ехать на гастроли. Она даёт Алекс ключи от его квартиры и просит передать ему письмо, в котором она написала, что скоро вернётся и согласна поехать с ним в Нью-Йорк. Но Алекс решает ничего ему не передавать, она приходит к нему домой и стирает все сообщения от Лизы на автоответчике, а Лизе говорит, что застала Мэтью с другой. Через несколько недель Лиза возвращается, но Мэтью уже уехал. Алекс настойчиво уговаривает Лизу забыть о нём.
Люк говорит Мэтью, что Лиза позвонила и хочет, чтобы он встретил её перед тем, как она вернётся в Лондон. Мэтью не знает, где встретиться, но Алекс даёт ему письмо Лизы (которое Лиза когда-то передала для Мэтью), и он понимает, что Лиза находится в Уикер-парке. Прибыв слишком поздно, Мэтью затем отправляется в аэропорт, где встречает Ребекку, которая приехала забрать его из командировки в Китай, где он даже не был. Он признаётся, что всё ещё любит другого человека и не может жениться на ней. Лиза слушает по телефону, как Алекс признаётся во всём, что она сделала, и просит прощения. Мэтью видит Лизу сквозь толпу и подходит к ней сзади. Она чувствует, что он там, поворачивается, чтобы поцеловать его, и они воссоединяются.

## В ролях
| Актёр            | Роль             |
| ---------------- | ---------------- |
| Джош Хартнетт    | Мэтью            |
| Диана Крюгер     | Лиза             |
| Роуз Бирн        | Алекс            |
| Мэттью Лиллард   | Люк              |
| Джессика Паре    | Ребекка          |
| Кристофер Казинс | Дэниэль Ристелли |

## Музыка в фильме
1. Maybe Tomorrow — Stereophonics
2. We Have a Map of the Piano — Mum
3. I Can’t Feel My Hand Anymore, it’s Alright — Mum
4. Good to Me — The White Stripes
5. Ran Kan Kan — Tito Puente
6. I Miss You Now — Stereophonics
7. This Dies Over Distance — Clue to Kalo
8. All I Do — +/-
9. Flowers in December — Mazzy Star
10. Strange And Beautiful (I'Ll Put A Spell On You) — Aqualung
11. I Know You Are, But What Am I? — Mogwai
12. The Scientist — Coldplay